# Vivi Altotevere Sansepolcro
La S.S.D. Vivi Altotevere Sansepolcro (per esteso "Società Sportiva Dilettantistica Vivi Altotevere Sansepolcro S.r.l."), denominata anche Sansepolcro Calcio 1921 dall'anno del suo centenario, è una società calcistica italiana con sede a Sansepolcro, in provincia di Arezzo. Milita in Serie D, la quarta divisione del campionato italiano.
Originariamente fondato nel 1921, ha partecipato a ben 40 stagioni di Serie D e ha avuto, nelle annate 1979-1980-1980-1981, due partecipazioni nei campionati di Serie C2. Nel 2014 una fase di grave crisi finanziaria è culminata nel fallimento giudiziario decretato dalla FIGC; a seguito di questi eventi l'8 luglio 2014 la stessa FIGC ha deliberato, tramite comunicato ufficiale n. 5/A, il trasferimento del titolo sportivo e parco tesserati della vecchia SSD Sansepolcro Calcio S.r.l. alla nuova SSD Vivi Altotevere Sansepolcro S.r.l., concedendo inoltre il mantenimento dei diritti derivanti dall'anzianità di associazione.

## Storia
La società nasce nel 1921 con il nome di Unione Sportiva Sansepolcro.
Nel 1979 riesce, dopo la trafila dei campionati dilettantistici, a raggiungere i professionisti nella Serie C2, ma la società dichiara il fallimento nel 1982.
L'eredità della vecchia società viene raccolta dal Gruppo Sportivo Borgo, che era nato nel 1978 come società di puro settore giovanile. Nel 1983 la squadra viene iscritta al campionato di Terza Categoria, che vince nella stagione 1984-1985, approdando in Seconda Categoria. Nel 1985-1986, al termine di un campionato da primato, il G.S. Borgo viene promosso in Prima Categoria. Nel 1987-1988, grazie al secondo posto ottenuto in Prima Categoria, sale in Promozione.
La squadra rimarrà nel medesimo campionato fino alla stagione 1991-1992, quando riuscirà ad ottenere la promozione in Eccellenza. Il G.S. Borgo dovrà aspettare altre due stagioni prima di poter festeggiare il ritorno nel campionato di Campionato Nazionale Dilettanti, infatti la promozione arriverà nella stagione 1993-1994.
Il 4 luglio 2000 la squadra assume la denominazione di Altotevere Calcio, nell'ambito di un progetto che prevede la creazione di un'unica società su base comprensoriale (Sansepolcro - Città di Castello) e il raggiungimento di categorie professionistiche.
Per varie ragioni, dopo due sole stagioni l'Altotevere Calcio si scioglie e la squadra assumerà la denominazione di Sansepolcro Calcio, che verrà mantenuta sino al 30 luglio 2013.
Si è trattato comunque del primo tentativo di creare una squadra di calcio interregionale (tosco-umbra), cosa mai avvenuta prima tra le due regioni.
Il 20 giugno 2009 la formazione juniores della società bianconera riesce ad aggiudicarsi lo Scudetto Juniores battendo il Savona ai calci di rigore per 8 a 7, dopo che i tempi regolamentari e supplementari si erano chiusi con il punteggio di 1 a 1.
Nella stagione 2012-13 ha militato in Serie D, girone E, conseguendo il 4º posto e lottando fino alle ultime partite per la vittoria del campionato. Tuttavia, difficoltà societarie createsi successivamente alla fine della stagione sportiva hanno portato, nel luglio 2013, alla rifondazione della società con il nome di Vivi Altotevere Sansepolcro.

L'8 luglio 2014, a seguito del fallimento S.S.D. Sansepolcro Calcio s.r.l. il presidente della Federazione Italiana Giuoco Calcio ha diramato il seguente comunicato: 

## Colori e simboli

### Colori
I colori sociali del Sansepolcro, fin dalla fondazione, sono il bianco e il nero, che richiamano il gonfalone cittadino.

La maglia utilizzata nelle partite casalinghe è tradizionalmente bianca con strisce verticali, bordature e colletto neri; nel corso degli anni duemila, tuttavia, sono state spesso utilizzate casacche a quattro scacchi bianchi e neri, con bordature e colletto neri. La seconda maglia si è invece alternata più volte nel corso degli anni tra due principali divise: bianca con bordature e colletto neri o nera con bordature e colletto bianchi. La terza maglia è stata invece oggetto di sperimentazione continua, passando dall'arancione (con bordature e colletto neri) all'oro (con bordature e colletto neri), dal rosso (con bordature e colletto bianchi) all'arancione (con bordature e colletto neri o bianchi). Con la ridenominazione in Vivi Altotevere Sansepolcro si sono adottate tre nuove divise, tutte recanti un richiamo allo stemma sociale con la rappresentazione dello skyline della città in basso ed una della resurrezione di Piero della Francesca sulla manica destra: una bianconera con pantaloncini e calzettoni bianchi, una nerogrigia con pantaloncini e calzettoni neri ed una azzurroverde con pantaloncini e calzettoni azzurri in omaggio ai colori dello sponsor Piccini Paolo Spa.

### Simboli ufficiali
Dopo aver inizialmente adottato uno stemma richiamante l'emblema cittadino (scudo gotico bianco e nero), negli anni ottanta, dopo il primo fallimento, è stato utilizzato un logo rappresentante la torre di Berta, ex simbolo della città biturgense distrutta dall'esercito tedesco durante la seconda guerra mondiale. Dal 1989 con la denominazione Sansepolcro Calcio, ma definitivamente applicato nel 2002 con la Società Sportiva Dilettantistica Sansepolcro Calcio, lo stemma ha riproposto un altro simbolo della città: l'affresco rappresentante la Resurrezione di Cristo di Piero della Francesca, eseguito tra il 1450 e il 1463 circa e conservato nel Museo civico di Sansepolcro. Con il passaggio del titolo sportivo alla Vivi Altotevere Sansepolcro è stato adottato come simbolo uno scudetto che raffigura in maniera stilizzata lo skyline di Sansepolcro con le due torri campanarie della cattedrale e della chiesa di San Francesco, il campanile a merli della chiesa di Santa Maria dei Servi e la cupola di Palazzo Bourbon del Monte.

## Strutture

### Stadio
Il Sansepolcro ha da sempre disputato le proprie partite interne allo stadio comunale Buitoni, poiché costruito nell'ambito del dopolavoro aziendale della Buitoni, importante azienda alimentare fondata a Sansepolcro da Giovanni Battista Buitoni nel 1827. La proprietà dello stadio è rimasta all'azienda fino al 1988. L'impianto, inizialmente con diversi problemi di capienza e di accessibilità, venne progressivamente ampliato e perfezionato fino a raggiungere la capienza odierna di 2.000 posti a sedere.

## Società

### Organigramma societario e staff
Aggiornato al 23 luglio 2025
- Elisa Boncompagni- presidente
- Mirko Amadori - vice presidente
- Giuliano Testerini - vice presidente
- Claudio Massimetti - amministratore delegato
- Marco Farinelli - direttore generale
- Sergio Boncompagni - consiglio direttivo
- Marcello Brizzi - consiglio direttivo
- Sebastiano Canicchi - team manager
- Alessio Metozzi - addetto stampa
- Stefano Poggini - responsabile amministrativo
- Davide Ciampelli - allenatore
- Riccardo Bogliari - vice allenatore
- Emanuele Monni - direttore sportivo
- Valerio Piccinelli - responsabile settore giovanile
- Andrea Valenti - responsabile scuola calcio
- Francesco Fabbri - direttore sportivo e scout settore giovanile
- Massimo Prete - preparatore portieri
- Luca Cagnini - preparatore atletico
- Simone Grilli - massaggiatore/fiseoterapista
- Claudio Donnini - magazziniere

## Allenatori
- 1921-1967 ?
- 1967-1969  Greco
- 1969-1970  Greco - Dreossi
- 1970-1972  Dante Fortini
- 1972-1974  Magherini
- 1974-1975  Flaborea
- 1975-1978  Magi
- 1978-1980  Silvano Grassi
- 1980-1981  Ettore Recagni
- 1981-1987 ?
- 1988-1989  ? - Becci
- 1989-1990  Piccinelli - Becci
- 1990-1991  Eleuteri - Buzzi
- 1991-1994  Fraschetti
- 1994-1996  Sauro Trillini
- 1997-1998  Farneti - Ferri
- 1998-1999  Sauro Trillini
- 1999-2004  Valori
- 2004-2005  Severini
- 2005-2006  Giovanni Cornacchini
- 2006-2007  Marco Schenardi
- 2007-2008  Bernardini - Falcinelli - Cotroneo
- 2008-2010  Pierfrancesco Battistini
- 2010-2011  Davide Mezzanotti
- 2011-2012  Silvano Fiorucci
- 2012-2013  Davide Mezzanotti
- 2013-2014  Roberto Fani - Maurizio Falcinelli
- 2014-2016  Davide Mezzanotti
- 2016-2017  Marco Schenardi
- 2017-2018  Marco Schenardi - Michele Tardioli
- 2018-2019  Andrea Bricca
- 2019-2020  Andrea Bricca - Marco Bonura
- 2020-2021 nessun allenatore per suddetta stagione ferma causa pandemia
- 2021-2022  Davide Mezzanotti
- 2022-2023  Antonio Armillei
- 2023-2024  Andrea Bricca - Marco Bonura - Fabio Catacchini
- 2024-2025  Antonio Armillei
- 2025-  Davide Ciampelli

## Palmarès

### Competizioni regionali
- Campionato italiano di terza divisione: 1

1933-1934 (girone D toscano)
- Prima Divisione: 1

1950-1951 (girone A toscano)
- Promozione: 2

1952-1953 (girone C toscano), 1991-1992
- Eccellenza Umbria: 3

1993-1994, 2022-2023, 2024-2025
- Coppa Italia Dilettanti Umbria: 1

2024-2025
- Seconda Categoria: 1

1986-1987

### Competizioni provinciali
- Terza Categoria: 1

1984-1985

### Competizioni giovanili
- Campionato Juniores Nazionali: 1

2008-2009

## Statistiche e record

### Partecipazioni ai campionati
| Livello | Categoria                           | Partecipazioni | Debutto   | Ultima stagione | Totale |
| ------- | ----------------------------------- | -------------- | --------- | --------------- | ------ |
| 4º      | Promozione                          | 1              | 1951-1952 | 1951-1952       | 24     |
| 4º      | IV Serie                            | 4              | 1953-1954 | 1956-1957       | 24     |
| 4º      | Serie D                             | 17             | 1967-1968 | 2025-2026       | 24     |
| 4º      | Serie C2                            | 2              | 1979-1980 | 1980-1981       | 24     |
| 5º      | Campionato Interregionale - 2° Cat. | 1              | 1957-1958 | 1957-1958       | 23     |
| 5º      | Serie D                             | 16             | 1978-1979 | 2013-2014       | 23     |
| 5º      | Campionato Interregionale           | 1              | 1981-1982 | 1981-1982       | 23     |
| 5º      | Campionato Nazionale Dilettanti     | 5              | 1994-1995 | 1998-1999       | 23     |

## Tifoseria
Le rivalità principali degli ultras bianconeri sono quelle con le tifoserie di Città di Castello e della Sangiovannese. Numerosi gli scontri tra le due tifoserie soprattutto negli anni Novanta.